# Витке, Герман Юрьевич
Герман Юрьевич Витке (7 сентября 1968, Москва, СССР — 12 августа 2022, там же, Россия) — советский и российский поэт, автор песен, продюсер.

## Биография
Герман Витке родился 7 сентября 1968 года в Москве в семье потомственных военных. Проходил службу в Вооружённых силах СССР и РФ. Образование — высшее.
В шоу-бизнесе с 1989 года. Как поэт-песенник дебютировал в 1991 году. С мая по август 1991 года Витке написал для Богдана Титомира тексты песен «Делай как я», «Кайф», «Секс-машина» и «Сила» (в паре с Кириллом Крастошевским) для его дебютного альбома «Высокая энергия» (1992). Витке подсказал Титомиру, в какую музыкальную сторону ориентироваться, показав ему два клипа Эм Си Хаммера, после просмотра которых Титомир загорелся идеей сделать нечто похожее. С песни «Делай как я» началась популярность Титомира, и она же стала его «визитной карточкой». Ведущий «МузОбоза», Иван Демидов, назвал рэп-композицию Титомира «Делай как я» «гимном поколения».
В марте 1992 года вышла первая публикация стихов в журнале «Юность», печатном органе Союза писателей СССР. Тогда же началась работа с музыкантом, композитором Леонидом Агутиным, как с основным соавтором создания хитовых произведений. Совместно с Агутиным, Витке написал альбом «Босоногий мальчик», давший начало карьере артиста, а также около пятидесяти песен для ведущих исполнителей российской эстрады, среди которых Анжелика Варум, Филипп Киркоров, Лайма Вайкуле, Марина Хлебникова и многие другие.
В 1992 году, в соавторстве с композитором Юрием Варум, была создана песня «Ля-ля-фа», ставшая впоследствии визитной карточкой его дочери Анжелики. Для неё же Витке впоследствии написал такие хиты, как «Королева», «Всё в твоих руках» и «Не жди меня». Последнюю композицию кинорежиссёр Тигран Кеосаян сделал заглавной в своём фильме о шоу-бизнесе «Ландыш серебристый».
В 1993 году, в качестве музыкального обозревателя, Витке сотрудничал с газетами «Вечерняя Москва» и «Московская правда». Тогда же, по итогам зрительских опросов Пятого канала, Витке был признан «Поэтом года».
В 1994 году, по просьбе композитора и продюсера Игоря Матвиенко, Витке придумал название для его новой группы — «Иванушки International», а в следующем году принял участие в создании альбома группы. Среди песен, написанных им для коллектива, можно отметить «Два бездонных океана глаз» и «Миллионы огней».
Летом 1995 года в Париже вышла первая книга стихов Витке. В конце того же года состоялась встреча с Львом Лещенко, который исполнил и записал необычные для себя произведения. Дружба и сотрудничество Витке с Кристиной Орбакайте содействовали написанию нескольких песен в её исполнении.
Знакомство с Александром Ивановым и группой «Рондо» вылилось в сотрудничество по работе над тремя альбомами, в которых были песни «Ну и пусть», «Мечты», «Улетай» и другие.
С 1998 года творчество связывало Германа Витке с группой «А-Студио». В соавторстве с Байгали Серкебаевым, композитором и руководителем коллектива, создал лучшие песни группы. В творческом союзе с певцом и композитором Александром Добронравовым выступил автором таких песен, как «Одинокая волчица», «Бедняк», «Четверо гостей», «Моя Москва», «Девочка».
В 2015 году Витке принял участие в создании новых альбомов Валерия Леонтьева и Николая Баскова.
Скончался 12 августа 2022 года на 54-м году жизни от сердечного приступа. Похоронен на Николо-Архангельском кладбище.

## Творческая деятельность
Согласно опросу музыкальных критиков, Герман Витке входил в десятку ведущих авторов песен в России. Песни на стихи Витке в разное время исполняли Батырхан Шукенов, Юлия Началова, Лайма Вайкуле, Кристина Орбакайте, Александр Добронравов, Анжелика Варум, Ирина Понаровская, Лада Дэнс, Татьяна Овсиенко, Алёна Апина, Ирина Дюкова, Сергей Крылов, Борис Моисеев, Николай Басков, Евгений Кемеровский, Александр Кальянов, Феликс Царикати, Игорь Корнилов, Юрий Кузнецов-Таёжный, Семён Канада, а также группы «А’Студио», «Рондо», «Сливки», «Динамит», «VIP» и другие исполнители.
Член жюри телевизионных конкурсов «Звёздный дождь», «Утренняя звезда», фестиваля молодых исполнителей «Новые голоса» в Сочи.